# اسکینز (مجموعه تلویزیونی)
اسکینز (به انگلیسی: Skins) مجموعهٔ تلویزیونی درام نوجوان بریتانیایی است که زندگی گروهی از نوجوانان ساکن بریستول، واقع در جنوب غربی انگلستان، طیّ دورهٔ دو سالهٔ پیش از دانشگاه را روایت می‌کند.

این مجموعه به موضوعات بحث‌برانگیزی همچون خانواده‌های ناکارآمد، بیماری روانی (همچون اختلال خوردن و اختلال دوقطبی)، روابط جنسی نوجوانان، سوء مصرف مواد، مرگ و قلدری می‌پردازد.

هریک از قسمت‌های این مجموعه، به مشکلات زندگی و دغدغه‌های یک تن از شخصیّت‌ها اختصاص داده شده است و عنوان آن قسمت نیز، برگرفته از نام همان شخصیّت است.
اسکینز به نویسندگی برایان الزلی و جیمی بریتن، در ۲۵ ژانویهٔ ۲۰۰۷، از شبکهٔ ای۴ بر روی آنتن رفت و درمیان عموم مردم، به موفّقیّت چشم‌گیری دست یافت و همچنین مورد تحسین منتقدین واقع شد.
بازیگران اصلی مجموعه پس از دو فصل حضور، جایگزین می‌شدند و درغالب ۳ نسل، تا انتهای فصل ۶ به ایفای نقش پرداختند. فصل ۷اُم و نهایی این مجموعه، به زندگی آتیِ شخصیت‌های محبوب این ۳ نسل می‌پردازد.